# Sadou Hayatou
Sadou Hayatou (Garoua, 15 de febrero de 1942 – 1 de agosto de 2019) fue un político camerunés, que se desempeñó como Primer Ministro de ese país entre el 26 de abril de 1991 y el 9 de abril de 1992.

## Reseña biográfica
Hayatou nació en Garoua. Su hermano, Issa Hayatou fue durante mucho tiempo presidente de la Confederación Africana de Fútbol (CAF).
Fue nombrado Ministro de Agricultura en 1984, ministro de FInanzas de 1987 a 1990 y, finalmente Primer ministro de Camerún en 1991 y 1992 bajo la presidencia de Paul Biya.
Después de renunciar a este cargo, Hayatou fue Director Nacional del Banco de los Estados de África Central (BEAC), dejando ese puesto el 1 de enero de 2008. A pesar de que la edad oficial de jubilación en el Banco era de 60 años, Hayatou fue mantenido en su puesto durante cinco años adicionales por el gobernador del BEAC Jean-Félix Mamalepot.